# Charaxes lacteata
Charaxes lacteata är en fjärilsart som beskrevs av Van Someren 1969. Charaxes lacteata ingår i släktet Charaxes och familjen praktfjärilar. Inga underarter finns listade i Catalogue of Life.